# Fatima bint Saʿd al-Chair
Fatima bint Saʿd al-Chair (arabisch فاطمة بنت سعد الخير, DMG Fāṭima bt. Saʿd al-Ḫair; * 1130 in der Kaschgar-Provinz, China; † um 1208 in Kairo) war eine muslimische Hadith-Gelehrte des 12. Jahrhunderts.
Fatima bint Saʿd al-Chair wurde 1130 n. Chr. in der Kaschgar-Provinz in China als Teil einer ursprünglich aus Valencia stammenden Familie geboren. Ihr Vater Saʿd al-Chair, ein wohlhabender Händler und Hadith-Gelehrter, der viel gereist ist, ließ sich schließlich in China nieder. Während seiner Reisen lernte er bei Gelehrten aus Bagdad, Isfahan, Hamadan und anderen Städten. Fatima bint Saʿd al-Chair wurde von ihrem Vater privat unterrichtet. Sie starb im Alter von 78 Jahren in Kairo und wurde unter dem Berg Muqattam begraben.
Zu Fatimas Schülern gehörten Ismaʿil b. ʿAzzun, Diyaʾ ad-Din al-Maqdisi, ʿAbdullah b. ʿAbd al-Wahid b. ʿAllaq, Abu l-Qasim b. al-Husain al-Quraschi, Abu Muhammad Ishaq b. Muhammad al-Hamadani, Abu l-Hasan b. al-Qasim und andere.